# Olle Nordin
Olle Nordin (Delary, 23 novembre 1949) è un allenatore di calcio ed ex calciatore svedese, di ruolo centrocampista.

## Palmarès

### Giocatore

#### Competizioni nazionali
- Coppa di Svezia: 1

IFK Göteborg: 1979